# La gazzetta
Gazeta (także Gazetka wł. La gazetta ossia Il matrimonio per concorso, co się tłumaczy: Gazeta, albo małżeństwo z konkursu) – opera buffa w dwóch aktach skomponowana przez Gioacchina Rossiniego, do której libretto, na podstawie sztuki Carlo Goldoniego napisali Giuseppe Palomba i Andrea Leone Tottola. Premiera miała miejsce w 1816 roku.

## Okoliczności powstania opery
Po powrocie do Neapolu, z Rzymu, gdzie  był zatrudniony przy wystawianiu Cyrulika sewilskiego, Rossini otrzymał zlecenie na napisanie kolejnej opery. Jej powstanie natrafiło na szereg trudności. Najpierw kompozytor otrzymał zamówienie na napisanie kantaty Wesele Tetydy i Peleusa, na ślub księżniczki Marii Karoliny, wnuczki króla Obojga Sycylii Ferdynanda I. Jej prawykonanie nastąpiło 25 kwietnia w neapolitańskim Teatro del Fondo. Główny teatr Neapolu San Carlo spłonął 13 lutego i Rossini udzielał się przy jego odbudowie. Uwagę kompozytora zaprzątała też w tym czasie, w znacznym stopniu,  osoba Izabeli Colbran, której urokowi coraz bardziej ulegał.
Libretto, przygotowane dla innego kompozytora, napisał Giuseppe Palomba, a ostateczną wersję tekstu opracował Leone Tottola. Muzykę Rossini pisał w pośpiechu i bez szczególnego zaangażowania w ostateczny kształt utworu. Włączył na przykład do partytury kwintet Ah, guardate che acciddente z Turka we Włoszech, nie zmieniając nawet pierwotnego tekstu, zastępując tylko słowo "żona" słowem "siostra". Premiera Gazety zapowiedziana na sierpień i kilkakrotnie przekładana, miała miejsce 26 września w Teatro dei Fiorentini. Opera zawiodła oczekiwania publiczności i po kilkunastu przedstawieniach została bezpowrotnie zdjęta z afisza.

## Osoby
| Rola                       | Głos        | Premiera 26 września 1816 (Pierwsza obsada) |
| -------------------------- | ----------- | ------------------------------------------- |
| Don Pomponio Storione      | bas         | Carlo Casaccia                              |
| Lisetta, jego córka        | sopran      | Margherita Chambrend                        |
| Filip, ukochany Lisetty    | baryton     | Felice Pellegrini                           |
| Albert                     | tenor       | Alberigo Curioni                            |
| Doralice, młoda dziewczyna | sopran      | Francesca Cardini                           |
| Anzelm, jej ojciec         | bas         | Giovanni Pace                               |
| Pani Róża                  | mezzosopran | Maria Manzi                                 |
| Traversen                  | bas         | Francesco Sparano                           |

## Treść

### Akt I
W jednym z paryskich zajazdów poruszenie wzbudziło ogłoszenie w lokalnej gazecie. Mówi ono o konkursie, którego stawką jest ręka pięknej, młodej, wykształconej, a do tego jeszcze bogatej panny. Szczególne zainteresowanie wykazuje Albert, młody chłopak szukający właśnie odpowiedniej kandydatki na żonę. Po niedługim czasie w zajeździe pojawia się autor tego ogłoszenia Don Pomponio wraz z córką Lisettą. Lisetta jest jednak zakochana w Filipie, prowadzącym zajazd, w którym toczy się akcja. Podejmującego starania o rękę Lisetty Alberta Filip informuje, że dziewczyna jest jego żoną. Zbity z tropu Albert zauważa Doralice i bierze ją za "dziewczynę z gazety". Między obojgiem młodych rodzi się uczucie. Don Pomponio jest oburzony wieścią o potajemnym ślubie córki z hotelarzem, ten, aby ujść jego gromów, stwierdza, że jest żonaty z Różą. Tymczasem Filip i Lisetta przygotowują maskaradę na rzecz Don Pomponia. Do hotelu ma zjechać bogaty kwakier holenderski, zainteresowany małżeństwem z gazety. Kiedy przebrany za Holendra Filip zjawia się przed Don Pomponiem, Lisetta dowiaduje się od ojca, że jest on żonaty z inną. Sugeruje więc najpierw, że kwakier może być fałszywy, a gdy to nie pomaga bije go po twarzy. Zaatakowany Filip domaga się zadośćuczynienia od ojca panny i tak ogólnym zamieszaniem kończy się akt I

### Akt II
Dwie pary zakochanych muszą przekonać ojców córek do zgody na małżeństwo. Obydwaj chcą bowiem wysoko urodzonych zięciów. Ojciec Doralice, Anzelm przyrzeka jej rękę Traversenowi. Zrozpaczony Albert udaje się po pomoc do Filipa. Ten godzi się z Lisettą. Po czym obydwaj Filip i Albert wyzywają Don Pomponia na pojedynek. Wystraszony Pomponio nadal nie chce się zgodzić na ślub Lisetty z Filipem. Wtedy młodzi urządzają maskaradę, w którą wciągają również Don Pomponia. Przebrany za Turka chce niepostrzeżenie uciec wraz z córką. Nie umie jej jednak rozpoznać wśród Turków i Turczynek w maskach. Tymczasem Fili z Lisettą i Albert z Doralice, korzystając z zamieszani opuszczają gospodę i potajemnie biorą ślub. Ojcowie muszą się z tym pogodzić, co nie przychodzi im zresztą zbyt trudno. Okazuje się, że Albert naprawdę pochodzi ze szlacheckiego rodu, a Lisetta i tak by nie wyszła za nikogo, poza Filipem.

## Podsumowanie

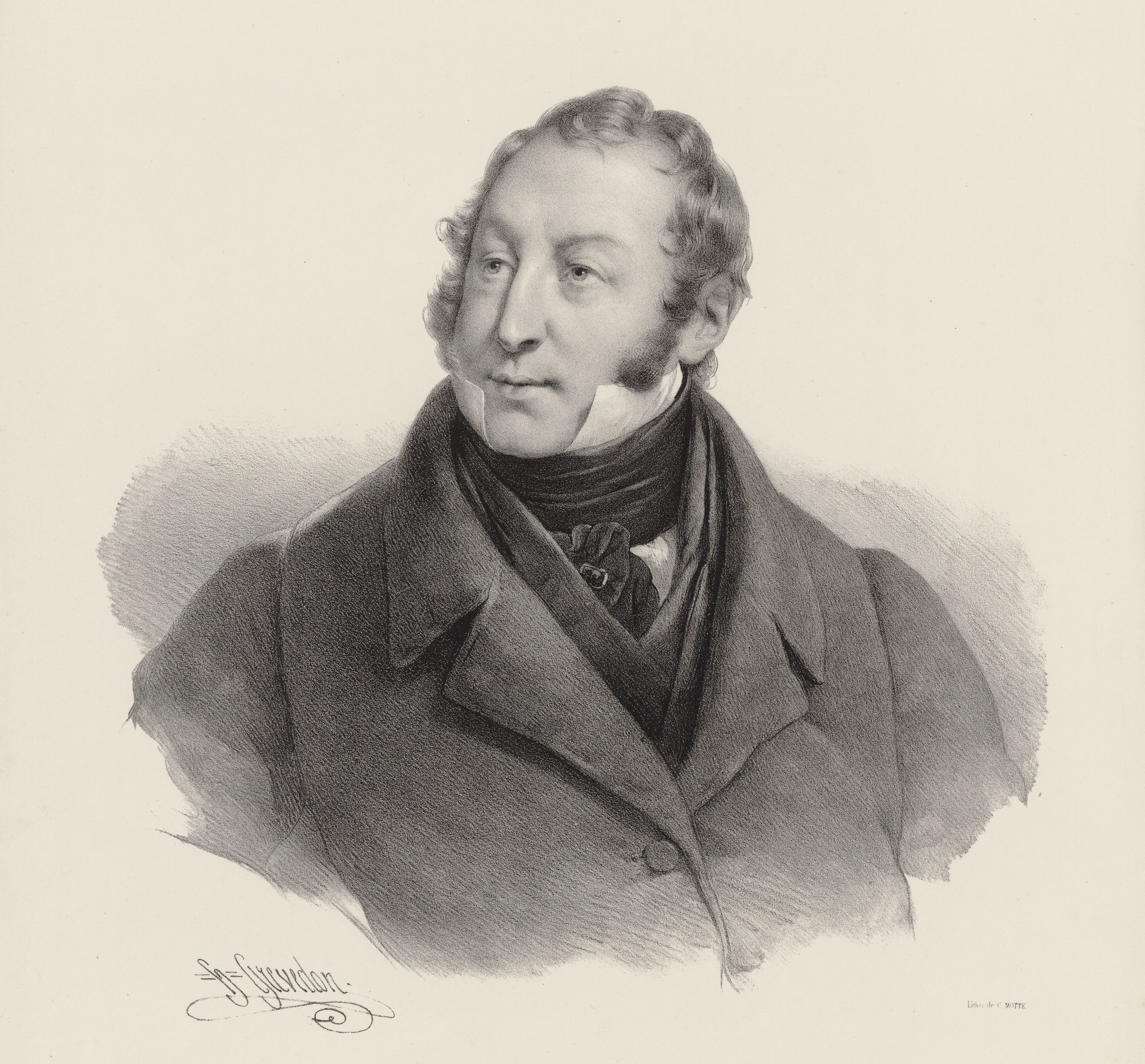
Gioacchino Antonio Rossini wg Henriego Grevedona, XIX w.

Gazeta nie należy dziś do najczęściej grywanych oper Rossiniego. Przede wszystkim niewielką wartość literacką prezentuje, nawiązujące do wcześniejszych fars Rossiniego Włoszki w Algierze czy Turka we Włoszech, libretto. Sporo w nim maskarady, przebieranek, nieporozumień ale i nonsensów. Zawinił też pośpiech w jakim powstała muzyka, choć i w tej operze nie brak wartościowych części, jak na przykład uwertura, wykorzystana później w Kopciuszku, czy niezawodny finał I aktu.
Nikła popularność sceniczna dzieła powoduje, że szersza publiczność może się zapoznać z operą głównie dzięki nagraniom. Na szczególną uwagę zasługuje nagranie DVD z Barcelony, z Gran Teatre del Liceu w reżyserii Dario Fo, zrealizowane w 2005 roku. Ważnym aspektem tego przedstawienia jest nie tylko dobór odpowiednich artystów, ale stworzenie niezwykle barwnego widowiska, co zresztą jest znakiem firmowym reżysera i przeniesienie akcji w lata dwudzieste XX wieku. Można powiedzieć, że Fo podkreślił w ten sposób ponadczasową wartość opery. Wiele jej wątków jest aktualnych bowiem w każdym czasie, również dziś. Na Rossini Opera Festival w Pesaro, gdzie są też wystawiane nowe inscenizacje zapomnianych oper La Gazetta pokazano w 2001, 2005 i 2015 roku.